# Maison de Malicorne
La Maison de Malicorne est une demeure ancienne construite à partir du XVe siècle, située à Crosmières, dans le département français de la Sarthe.

## Localisation
La maison de Malicorne est située dans la ruelle du même nom, sur la commune de Crosmières. 

## Description
Une peinture murale monumentale représentant saint Christophe portant l'enfant Jésus, datant de la fin du XVe siècle, est classé aux monuments historiques au titre d'objet.

## Historique
La maison de Malicorne est construite dans la seconde moitié du XVe siècle, avant d'être remaniée en partie au XIXe siècle.
Les façades et toitures de l'édifice, ainsi que la pièce au premier étage avec sa cheminée et sa peinture murale font l'objet d'une inscription au titre des monuments historiques depuis le 4 août 1978.